# Guerra di Coorg

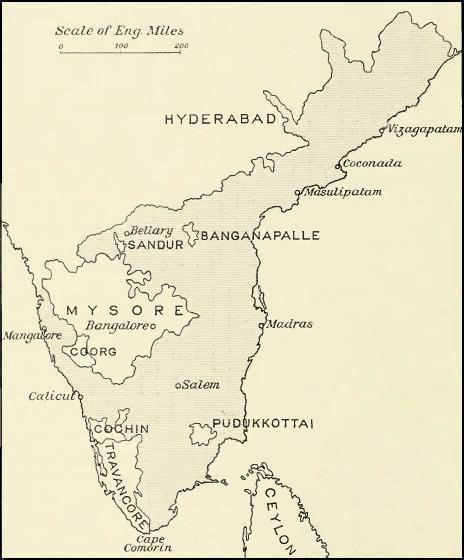
Coorg nell'Impero anglo-indiano

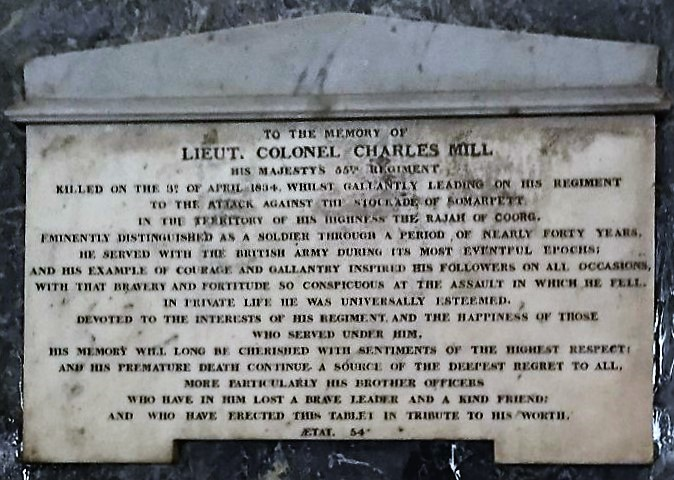
Memoriale del tenente colonnello Charles Mill, caduto nella guerra di Coorg. Chiesa di St. Mary, Chennai

La guerra di Coorg fu combattuta tra la Compagnia britannica delle Indie orientali e lo Stato di Coorg nel 1834. Nel febbraio 1834, una forza di 7000 uomini al comando del generale di brigata Lindsay iniziò le operazioni contro il raja di Coorg, Chikavira Rajendra, che aveva iniziato le ostilità contro i britannici. A causa del cattivo stato delle strade, le truppe britanniche furono divise in quattro colonne, che dovevano entrare a Coorg da direzioni diverse per poi convergere sulla capitale di Mercara (odierna Madikeri). L'11 marzo 1834 la divisione nord al comando del colonnello Gilbert Waugh entrò nel territorio di Coorg e il 3 aprile 1834 le sue avanguardie entrarono in contatto con il nemico. A mezzogiorno, le unità più avanzate arrivarono davanti alla posizione fortificata di Soamwar Pettah (odierna Somvarpet). La postazione fu attaccata, ma la colonna britannica dovette ritirarsi. Analogo esito ebbe l'attacco di un'altra colonna. A capo della resistenza di Coorg vi era "Madanta" (Mathanda) Appachu.
Il 4 aprile 1834 Diwan Lakshminarayana e Mahomed Taker Khan, un amico del raja, si recarono al campo britannico con una bandiera di pace. Kulputty Karnikara Manoon, tenuto prigioniero dal raja, fu consegnato ai britannici, che chiesero la resa del raja. Il 5 aprile 1834 Diwan Bopu si arrese al colonnello Fraser, che il 6 aprile 1834 fu condotto alla fortezza di Mercara. Il 10 aprile 1834 il raja, che si trovava nel palazzo di Nalknad, entrò nel forte di Mercara accompagnato le sue mogli e si arrese ai britannici.
Le perdite britanniche durante la campagna furono di 93 morti e 200 feriti.
Tra gli ufficiali britannici che parteciparono alla guerra di Coorg vi furono Colin Mackenzie e William Anson McCleverty.